# Tomka

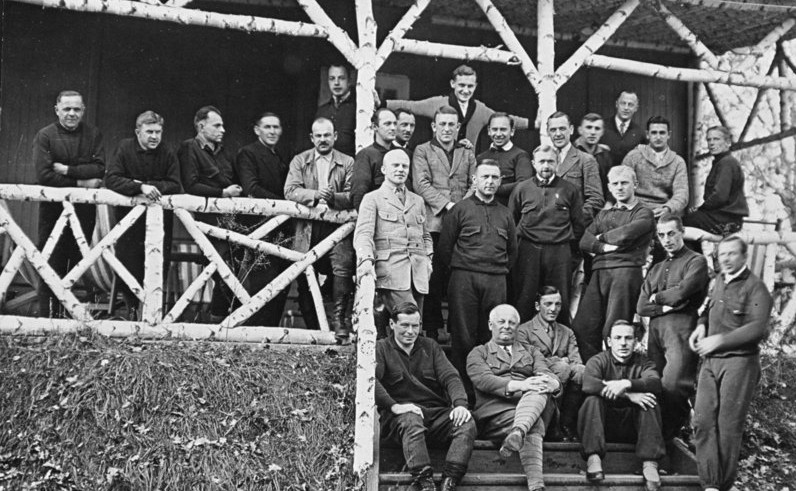
Deutsches Personal des Gasübungsplatzes „Tomka“

Tomka war der deutsche Tarnname eines Kampfmittel-Versuchsplatzes der Reichswehr und der Roten Armee in der Sowjetunion. Er befand sich etwa 15 Kilometer westlich der Stadt Wolsk beim heutigen Schichany, und etwa 750 Kilometer südöstlich von Moskau.

## Geschichte
Von 1928 bis 1933 führte in Tomka die Inspektion der Artillerie (In 4) der Reichswehr zusammen mit der sowjetischen Armee Weiterentwicklung und Ausbildung im Bereich der Chemischen Kampfführung durch. Da chemische Waffen nach dem Ersten Weltkrieg von Deutschland nicht mehr eingesetzt werden durften, wurde dieser Teil der Zusammenarbeit strenger geheim gehalten und ist weniger bekannt als die Stützpunkte bei Kasan (Panzer) und Lipezk (Fliegerei). Im Tomka wurde hauptsächlich mit Senfgas (Lost), Perstoff und Blaukreuzkampfstoffen experimentiert.
Nach 1933 wurde das Gelände von der Roten Armee weiter genutzt und unter dem Namen „Wolsk-18“ bzw. „Schichany-2“ zu Russlands wichtigstem Zentrum der Entwicklung chemischer Kampfstoffe und von Schutzmaßnahmen gegen ABC-Waffen ausgebaut.